# 戦争のはらわたII
『戦争のはらわたII』（せんそうのはらわた、Steiner - Das Eiserne Kreuz, 2. Teil,英題:Breakthrough）は、西部戦線の特にノルマンディーの海岸を舞台とした1979年の西ドイツの戦争映画。サム・ペキンパー監督作『戦争のはらわた』の続編で、数人の登場人物が今作にも登場する。
今作にはリチャード・バートン、ロバート・ミッチャム、ロッド・スタイガー、クルト・ユルゲンスといった大物俳優が出演した。バートン（シュタイナー）とヘルムート・グリーム（シュトランスキー）は前作でジェームズ・コバーンとマクシミリアン・シェルがそれぞれ演じた役を今作で演じている。クラウス・レーヴィッチとディーター・シャイダーは前作からの出演者で、それぞれ同じ役のクルーガーとアンゼルムを演じている。
またクレジット表記はないがクリストフ・ヴァルツが出演しており、これが彼の映画デビュー作である。
日本では劇場未公開、『戦場の黄金律／戦争のはらわた II 』という題名でビデオリリースされた。

## ストーリー
1944年5月下旬、ドイツ軍が東部戦線から撤退している中、シュトランスキー少佐はロシア軍による鉄道トンネルの使用を妨害するため、トンネルの爆破をシュタイナー軍曹に命じる。
しかしシュタイナー軍曹の小隊はロシア軍の戦車と遭遇し、任務は失敗。その後連合軍がノルマンディー上陸作戦を開始する頃、シュタイナーは休暇をとりパリに向かう。
シュタイナーの部隊はフランスに移動し、サン・ボローニュ村を占領する。ホフマン将軍はシュタイナーへ近くの敵の領域に入り、 アメリカ軍のロジャース大佐とウェブスター准将との協議を命じ、ドイツ国防軍最高司令部がヒトラーの暗殺を計画しており、降伏を望んでいることも伝える。ロジャース大佐に計画について話し軍上層部に伝えてもらおうとするが、上層部が取り合わず失敗、さらにこの目論見がドイツ軍上層部に伝わりホフマン将軍は自決を迫られ、彼は拳銃自殺する。アメリカ軍はサン・ボローニュ村のドイツ軍に攻撃を開始し、村ではシュトランスキーがアメリカ軍と村人を殲滅すべく爆発する計画を企てていた。
ロジャース大佐とアンダーソン軍曹は白旗を掲げたジープでサン・ボローニュ村へ接近する。しかし、ドイツ軍はシュトランスキーの命令で彼らに向けて発砲、ロジャースとアンダーソンは戦車に引き返した。アメリカ軍は村に仕掛けられた爆弾に気づくことなく、サン・ボローニュへ進軍を開始する。
シュタイナーはシュトランスキーに爆発計画の中止を訴えるが、シュトランスキーは彼を撃ち去っていった。
ドイツ軍の見張りが殺され、アメリカ軍が広場に入ってきたとき、ドイツ軍は爆発準備を開始する。だが一命をとりとめていたシュタイナーは、爆弾のメインスイッチを取り外す。そして階段を上がり、ドイツ軍兵士とシュトランスキーを撃ちロジャースを救う。ドイツ軍が戦車へ発砲を始め、シュタイナーは村民を避難させる。残ったドイツ軍兵士は降伏する。
シュタイナーは燃え盛る街を歩いていた。その時ドイツ軍兵士の一人がアンダーソンに発砲するが、シュタイナーはその兵士を撃ち殺し、再度ロジャースを救った。

## キャスト
※括弧内は2025年5月9日発売のBD版日本語吹替
- ロルフ・シュタイナー軍曹 - リチャード・バートン（江原正士）
- ロジャース大佐 - ロバート・ミッチャム（チョー）
- ウェブスター准将 - ロッド・スタイガー（佐藤正治）
- フォン・シュトランスキー少佐 - ヘルムート・グリーム（堀内賢雄）
- クルーガー伍長 - クラウス・レーヴィッチ（英語版）（石田圭祐）
- ホフマン将軍 - クルト・ユルゲンス（土師孝也）
- イヴェット - ヴェロニク・ヴェンデル（英語版）（小林さやか）
- ベルガー大尉 - ホルスト・ヤンソン（英語版）（江頭宏哉）
- アンダーソン軍曹 - マイケル・パークス（秋葉恭平）
- ケッペル - ヴェルナー・ポシャート（英語版）（津嘉山寿穂）
- キストナー大尉 - ヨアヒム・ハンセン（有沢俊浩）
- ポール・アンゼルム - ディーター・シャイダー（英語版）（斉藤隼一）
- ジャネット - ソーニャ・ジャニーン（英語版）（新福桜）
- ハウザー二等兵 - ヴァルター・ウーリッヒ（山田浩貴）
- ドルフマン伍長 - ギュンター・クレメンス（小林かつのり）
- ユンハンス - ヴォルフガング・ビュットナー（前堂友昭）
- クリングスマン - ディーター・B・ゲルラッハ（閻子丹）
- SS将校 - ギュンター・マイスナー（山中誠也）
- ローテ - ジークハルト・ルップ（英語版）（山中誠也）
- 救急医療隊員 - クリストフ・ヴァルツ（山中誠也）
- シュルツ - ハンス＝ユルゲン・シャッツ（中村太亮）

## スタッフ
- 監督 - アンドリュー・V・マクラグレン
- 脚本 - ピーター・バーネイズ、トニー・ウィリアムソン（英語版）
- 製作 - ウォルフ・C・ハルトウィッヒ（英語版）、ハーバート・ルコウスキー
- 製作総指揮 - テッド・リッチモンド（英語版）
- 撮影監督 - トニー・イミ
- プロダクションデザイナー - ゲルハルド・ジャンダ
- 編集 - レイモンド・ポールトン（英語版）、ヘルベルト・タシュナー
- 音楽 - ペーター・トーマス（英語版）
- 衣裳デザイン - ジョセフ・サットジンジャー

日本語版スタッフ
- 吹替翻訳 - 佐藤邦子
- 吹替演出 - 吉田啓介
- 吹替調整 - 黒崎裕樹
- 吹替録音 - ギョン・イェジ
- 吹替ME制作 - 宮本浩
- 吹替製作 - グロービジョン